# Lago Matheson
El lago Matheson (en maorí: Te Ara Kairaumati) es un pequeño lago glaciar situado en South Westland (Nueva Zelanda), cerca del municipio de Fox Glacier. Era un lugar tradicional de recolección de alimentos para los maoríes. Un sendero fácil de recorrer rodea el lago, famoso por sus vistas reflejadas de Aoraki / Mount Cook y Mount Tasman. 

## Geografía

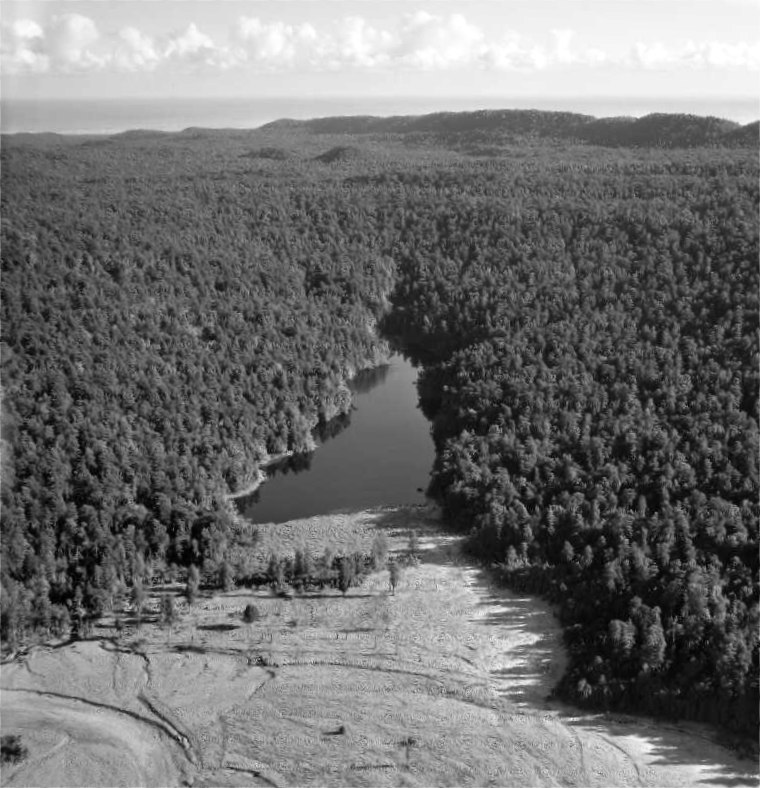
Foto aérea del lago Matheson desde el sureste, 1960

El lago Matheson se formó entre dos terrazas morrénicas dejadas por el rápido retroceso del glaciar Fox / Te Moeka o Tuawe hace 14.000 años, al final del último periodo glaciar. El glaciar en retirada dejó tras de sí un valle y una enorme placa de hielo aislada por una profunda capa de grava morrénica, que se fue derritiendo y colapsando hasta formar el lecho del lago. El lago se encuentra ahora a unos 12 kilómetros de la actual terminación del glaciar en los Alpes del Sur. Las morrenas, las gravas de afloramiento y las gravas fluviales embalsaron el valle y el lago creció alimentado por pequeños arroyos y filtraciones (no hay ninguna entrada o salida fluvial importante).
El lago Matheson tiene una superficie de 30 ha, un litoral de aproximadamente 1,5 km y una profundidad media de 12 m. Los arroyos que lo alimentan atraviesan densos matorrales autóctonos y suelen acumular espuma tras las lluvias torrenciales. Arrastran materia orgánica y taninos del bosque, que tiñen el agua de un marrón oscuro, factor que limita la visibilidad y potencia el efecto espejo del lago. El agua del lago es ácida (se han registrado valores de pH tan bajos como 5,5), baja en nutrientes y, en ocasiones, casi desoxigenada. Todas estas son características de un lago distrófico de aguas marrones que acumula materia orgánica; a largo plazo, el lago se llenará gradualmente y se convertirá en una turbera.

## Historia
Te Ara Kairaumati era tradicionalmente un mahinga kai (lugar de recogida de alimentos) para los maoríes que recorrían la costa para recolectar pounamu. Se detenían en el lago para pescar anguilas o aves acuáticas. Los primeros colonos Pākehā de las llanuras del río Cook bautizaron el lago Matheson con el nombre de Murdoch Matheson, ganadero de la zona en la década de 1870.

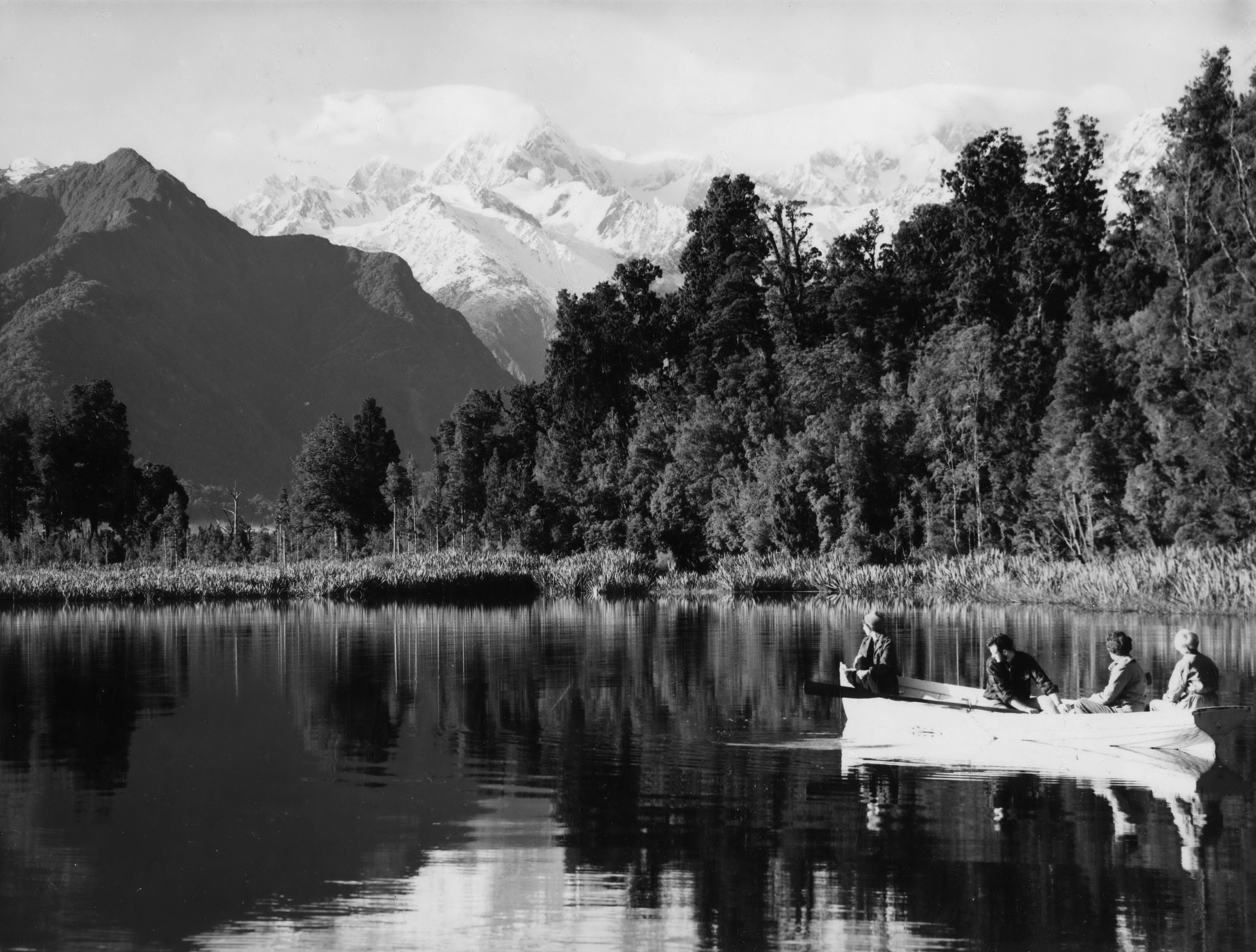
Navegación en el lago Matheson, 1965

Desde el auge de la industria turística neozelandesa a principios del siglo XX, el lago se ha convertido en un destino popular por sus reflejos de los Alpes del Sur. La vista incluye los picos del monte Haast, La Perouse y los picos más altos de Nueva Zelanda, el Aoraki / monte Cook y el monte Tasman. Los reflejos son más visibles al amanecer o al atardecer, y las mejores vistas son a primera hora de la mañana de un día despejado y tranquilo, antes de que el viento altere la superficie del agua o se formen nubes en los picos.
Desde la década de 1950, el cercano hotel Fox Glacier ofrecía una excursión al lago a primera hora de la mañana; los visitantes eran trasladados en autobús hasta el actual inicio del sendero y emprendían un paseo de 15 minutos por la maleza, sin los puentes y caminos actuales. El camino conducía a una barca de remos en la que se llevaba a los visitantes a la Isla del Reflejo, donde esperaban a que desaparecieran las olas y aparecieran las famosas vistas.
La icónica vista del lago se convirtió en una imagen muy reproducida, que aparece en cajas de bombones, botellas de cerveza, calendarios y recuerdos. El lago Matheson es ahora uno de los más fotografiados de Nueva Zelanda.

### Sellos de Correos
Vistas del lago Matheson han formado parte de al menos cinco emisiones de sellos de Nueva Zelanda.
- Se utilizó un grabado de la vista en un sello de ½d titulado "Paz y Tranquilidad", en la emisión neozelandesa de 1946 "Paz", para conmemorar el final de la Segunda Guerra Mundial.[8]
- Una fotografía de la vista se utilizó en el sello de 45c de la emisión de 1983 "Beautiful New Zealand".[9]
- Uno de los seis sellos básicos autoadhesivos de 40c emitidos en 1996 en cajas dispensadoras en bobinas de 100 sellos mostraba una fotografía del lago Matheson. El sello se volvió a emitir en 1998 en formato de folleto, y de nuevo en 2000 en formato de bobina.[9]
- Una vista fotográfica del lago formó el fondo de una hoja en miniatura de 3,50 $ emitida por Correos de Nueva Zelanda en 2001 para conmemorar la Exposición Mundial del Sello de Japón Philanippon '01.[10]
- En 2012, se utilizó una fotografía del lago en la denominación de 3,50 $ de la serie básica escénica, tanto en forma autoadhesiva como engomada.[11]

## Senderismo
La zona que rodea el lago Matheson está gestionada como parte del Parque Nacional Westland Tai Poutini por el Departamento de Conservación (DOC), que mantiene senderos para caminar y acceso a miradores populares alrededor del lago. Un sendero fácil de 2,6 km rodea el lago, comenzando y terminando en el Matheson Cafe a unos 5 km del municipio de Fox Glacier. El sendero cruza un puente colgante sobre el río Clearwater y conduce a varios miradores, sobre todo en el extremo más alejado del lago, el "mirador de miradores" y la isla Reflection. Se tarda aproximadamente 1½ horas de ida y vuelta. Los primeros 20 minutos del recorrido, hasta el mirador del embarcadero, se pueden recorrer en silla de ruedas y conducen a un embarcadero de pontones que se adentra en el lago.
En febrero de 2019, un importante desprendimiento de tierra bloqueó la carretera de acceso norte al glaciar Fox. Como parte de un plan gubernamental de 3,9 millones de dólares para compensar este cierre, se mejoraron las instalaciones del lago Matheson, uniéndolo al municipio con una ruta ciclista/de senderismo desde Cook Flat. Una pista descuidada que conducía desde el lado oriental del paseo del lago Matheson a un circuito alrededor del lago Gault, un viaje de ida y vuelta de 8 km, se elevó a la categoría de fácil.

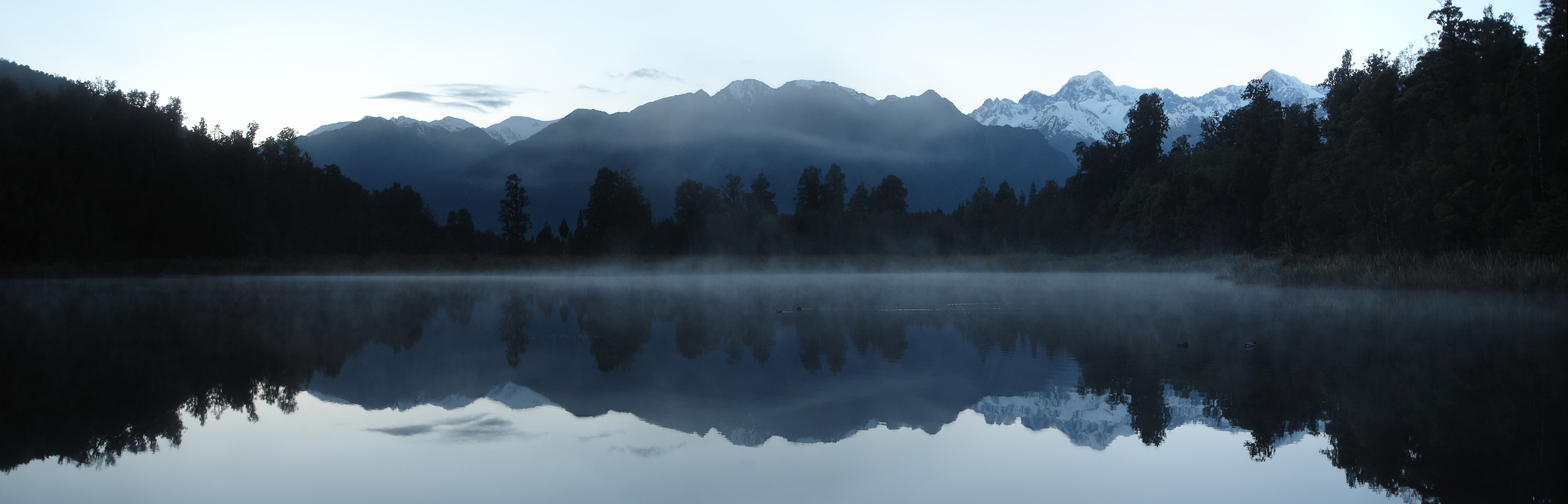
Antes del amanecer

## Flora y fauna
El lago y su pequeña cuenca están rodeados casi en su totalidad por bosque nativo de podocarpos. Alrededor de la orilla del lago, el bosque se compone principalmente de tōtara de Hall (Podocarpus laetus), rātā meridional (Metrosideros umbellata), kāmahi (Pterophylla racemosa) y rimu (Dacrydium cupressinum). Otros árboles del bosque son el miro (Prumnopitys ferruginea), el latifolio (Griselinia littoralis), el kahikatea (Dacrycarpus dacrydioides), el horopito de montaña (Pseudowintera colorata) y el pate (Schefflera digitata). En el punto donde el sendero sube más alto la tōtara se vuelve menos común y el rimu y la Quintinia serrata más comunes. El lago contiene la rara planta acuática milenrama de agua robusta (Myriophyllum robustum). Los humedales que bordean el lago contienen lino (Phormium tenax) y juncia (Eleocharis acuta).

Los helechos y musgos son comunes alrededor del lago, y entre las especies notables se incluyen el helecho de plumas Príncipe de Gales (Leptopteris superba), el helecho de bazo brillante (Asplenium oblongifolium) y el helecho de bazo colgante (Asplenium flaccidum). El musgo gigante Dawsonia puede verse en varios puntos.

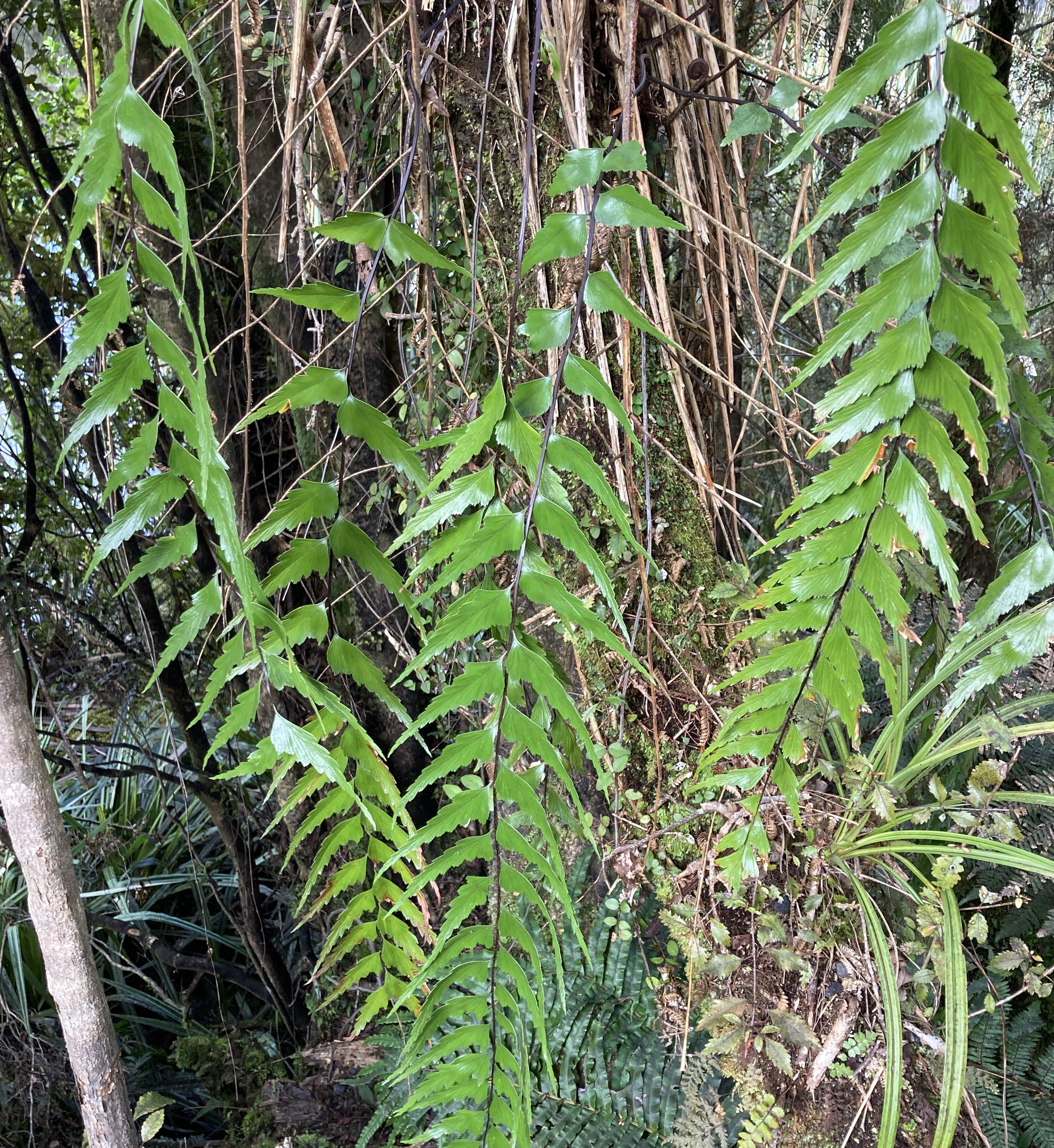
Asplenium oblongifolium
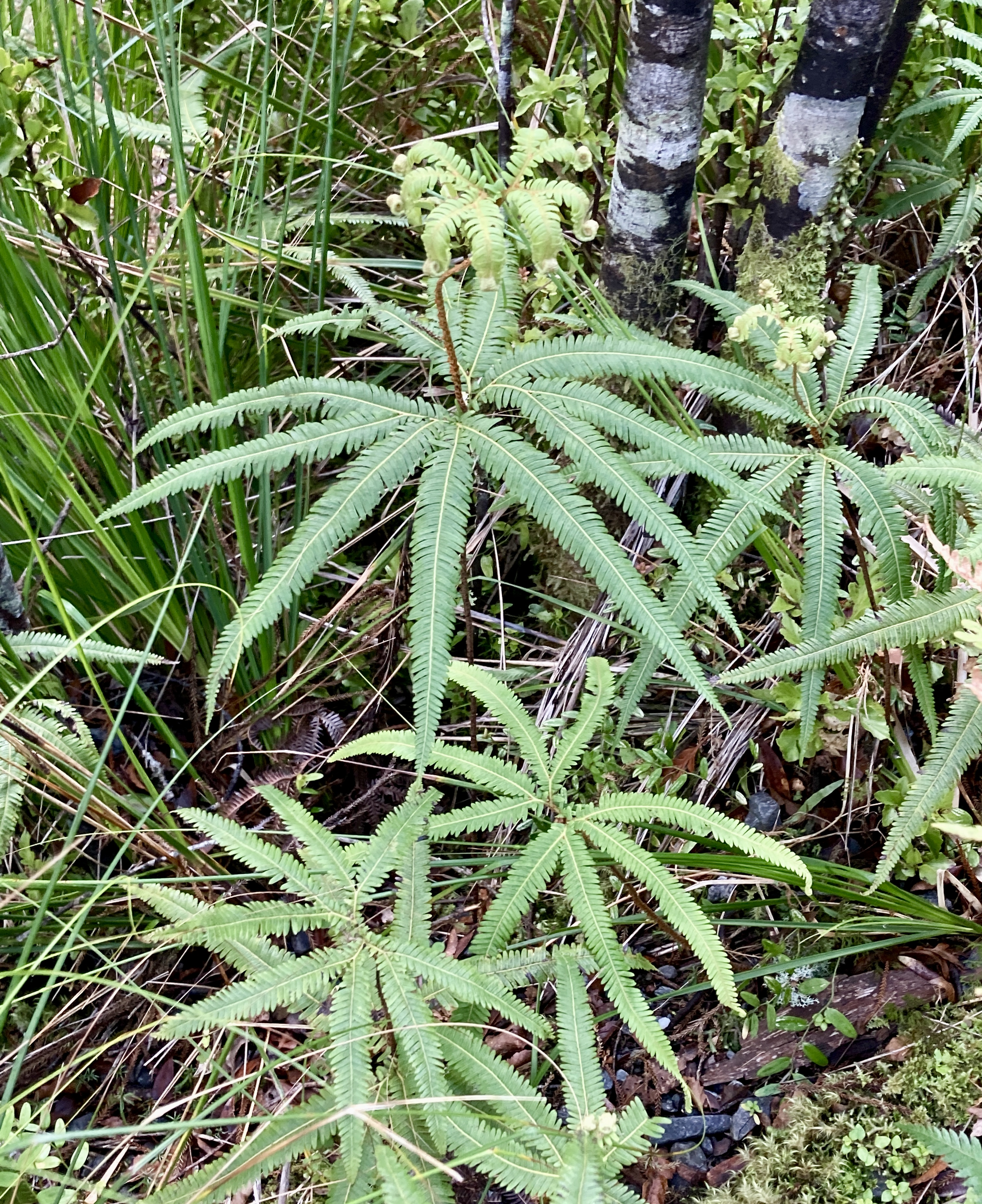
Umbrella fern
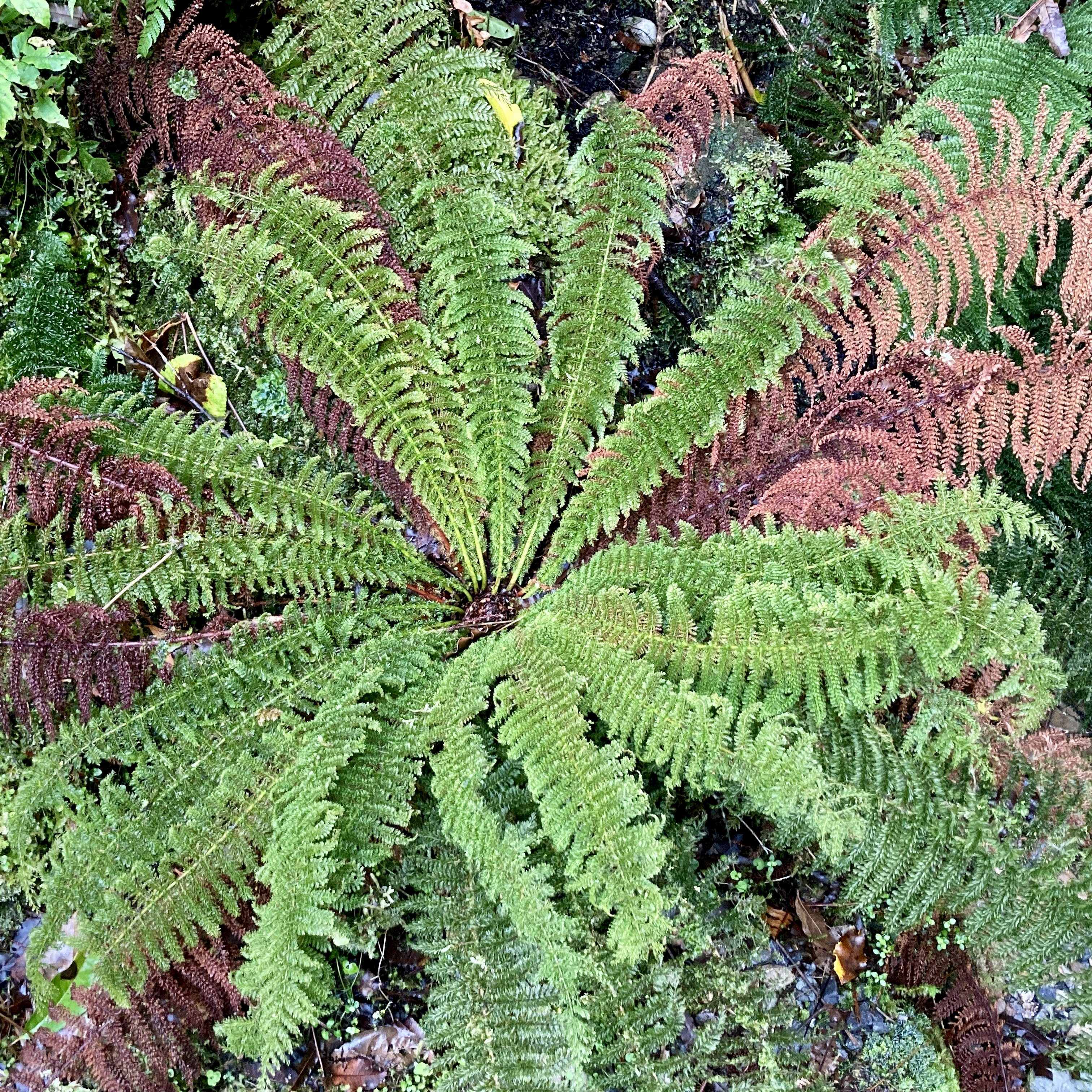
Leptopteris superba
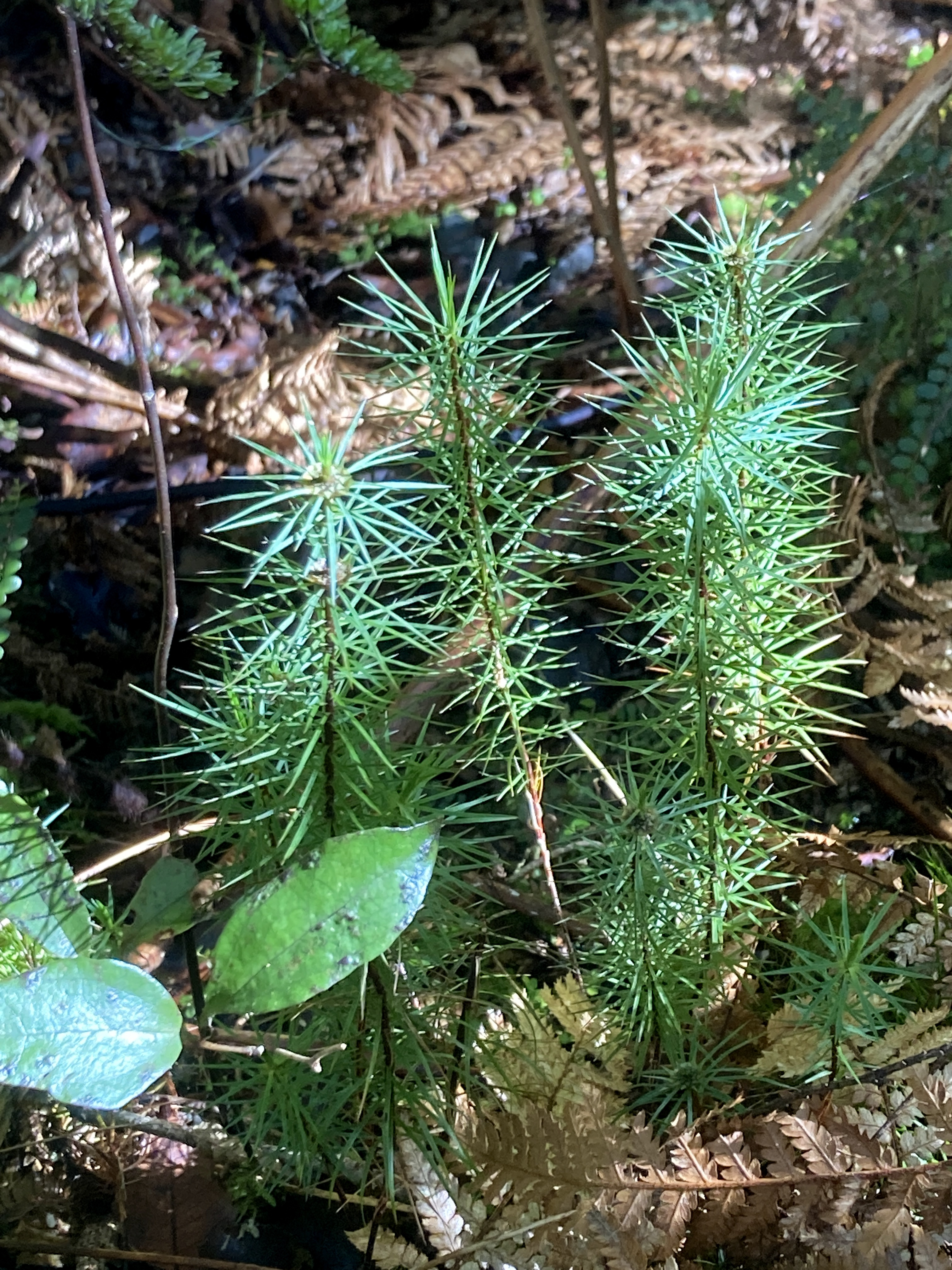
Dawsonia

En el humedal que rodea el lago se pueden encontrar pájaros helecho o mātātā (Poodytes punctatus), y la especie en peligro de extinción de kiwi pardo Ōkārito conocido como rowi (Apteryx rowi) se ha liberado en la vecina cordillera de Omoeroa desde diciembre de 2018. Una operación de ecoturismo local comenzó el Proyecto Early Bird junto con el Departamento de Conservación en 2018 colocando 80 trampas alrededor del lago Matheson para capturar mamíferos depredadores introducidos como armiños y ratas.